# Boulengerula
Boulengerula es un género de anfibios gimnofiones de la familia Herpelidae que habita en Tanzania, Kenia, Ruanda y Malaui. Probablemente también se encuentre en Uganda, la República Democrática del Congo, Zambia y Burundi.
El nombre del género hace referencia a George Albert Boulenger (1858-1937), zoólogo británico de origen belga.

## Especies
Según ASW:
- Boulengerula boulengeri Tornier, 1896
- Boulengerula changamwensis Loveridge, 1932
- Boulengerula denhardti Nieden, 1912
- Boulengerula fischeri Nussbaum & Hinkel, 1994
- Boulengerula niedeni Müller, Measey, Loader & Malonza, 2005
- Boulengerula taitana Loveridge, 1935
- Boulengerula uluguruensis Barbour & Loveridge, 1928